# Bragasellus aireyi
Bragasellus aireyi är en kräftdjursart som beskrevs av Henry och Guy Magniez 1980. Bragasellus aireyi ingår i släktet Bragasellus och familjen sötvattensgråsuggor. Inga underarter finns listade i Catalogue of Life.